# Schloss Kirchenthumbach

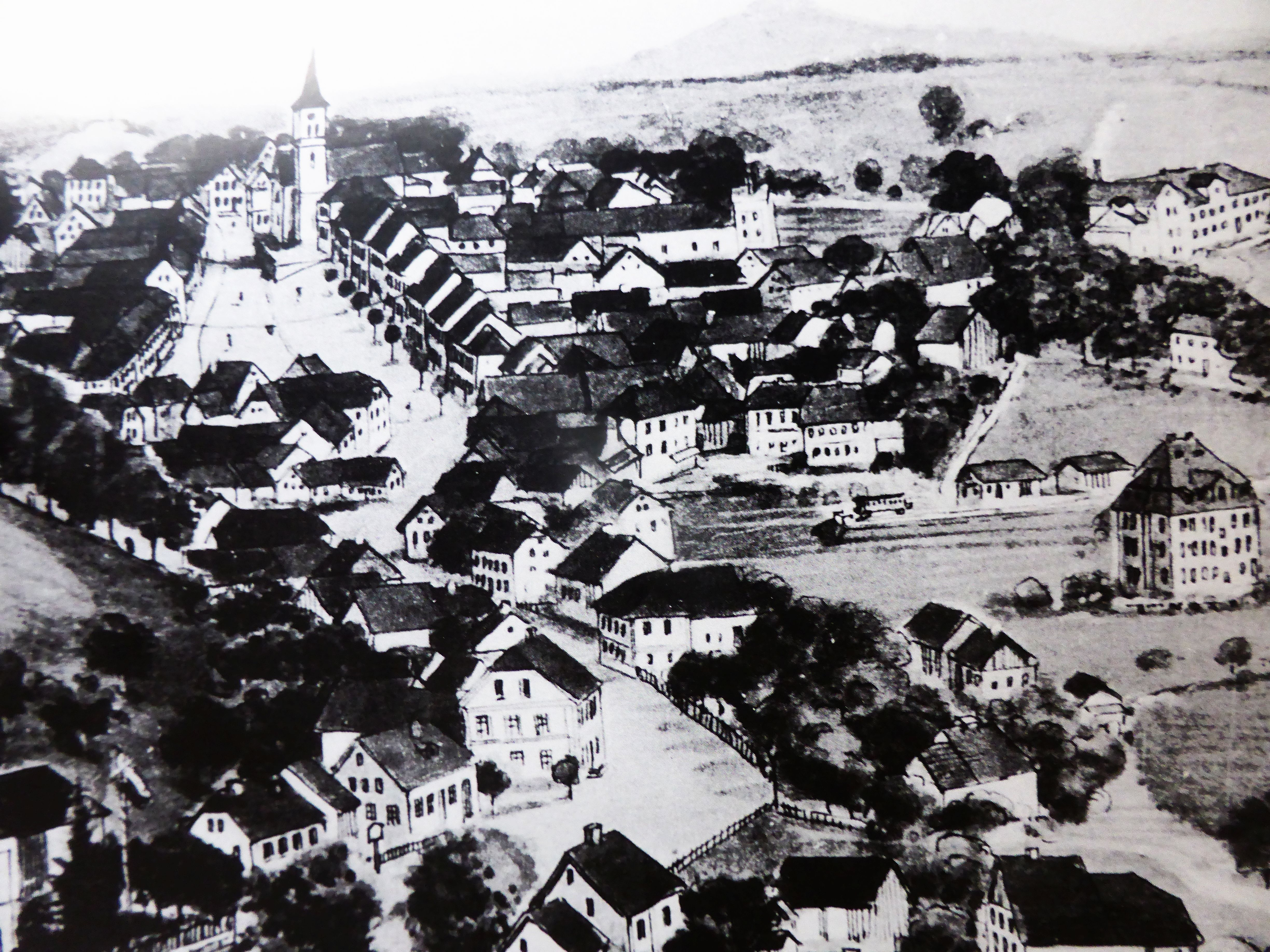
Ehemals kolorierte Ansicht von Kirchenthumbach von 1910 (Mitte rechts die sog. Prüschenk Villa)

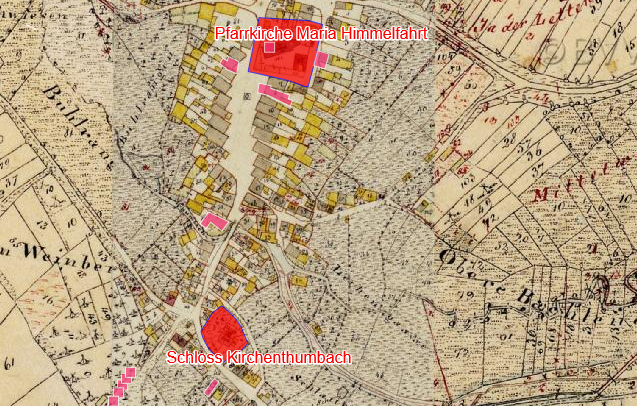
Lageplan von Schloss Kirchenthumbach auf dem Urkataster von Bayern

Das Schloss Kirchenthumbach ist ein abgegangenes Schloss in der oberpfälzischen Gemeinde Kirchenthumbach im Landkreis Neustadt an der Waldnaab in Bayern. Die Anlage wird als Bodendenkmal unter der Aktennummer D-3-6236-0008 im Bayernatlas als „archäologische Befunde des abgegangenen frühneuzeitlichen Schlosses von Kirchenthumbach“ geführt.

## Geschichte
Erstmals wird Thumbach 1141 bei einer Schenkung (auch von Weltechesberg, Grub, Mosbach, Wichstein, Grüntanne, Drogenesreuth) der Edlen Adelheid von Wartberg durch ihren Mann den Grafen Kunrath (Kuno) von Hornberg-Lechsgmünd in Anwesenheit des Bischofs Egilbert an das Kloster auf dem Michelsberg der Erzdiözese Bamberg genannt. Adelheid von Wartberg war die Tochter des Heinrich von Limburg und seiner Ehefrau Adelheid von Pottenstein, Schwester des Pfalzgrafen Boto von Pottenstein. Thumbach war eine Morgengabe (praedium) von ihrem ersten Mann. In zweiter Ehe heiratete sie Graf Konrad II. von Dachau. Aus beiden Ehen gingen vermutlich keine Kinder hervor, was die vielen Schenkungen der Adelheit comitessa de Wartperch († 1146) an die Kirche erklärt. Zeuge bei diesem Vermächtnis war Heinrich von Bibra, der die übertragenen Güter zum Lehen hatte.
1174 verkaufte (oder vertauschte) das Kloster Michelsberg Thumbach an den Grafen Adelfolk von Reifenberg; er führte in seinem Wappen einen weißen Turm, der zum Stadtwappen von Kirchenthumbach wurde. Adelfolk und seine Gattin Richenza sowie seine Neffen, die Brüder Reinhold und Eberhard von Reifenberg, gründeten 1145 auch das Kloster Speinshart. Diese beiden sind aus dem Dritten Kreuzzug 1189/90 nicht mehr zurückgekommen und auch ihr Besitz (z. B. Haselbrunn, Tremmersdorf) ging an das Kloster. Adelfolk von Reiffenberg gehörte zu der Dynastenfamilie Otelingen-Reifenberg-Walpot, die um Vohburg, das unteren Wiesenttal, Zwernitz und Speinshart begütert war. Der Bruder des Adelfolk von Reiffenberg war der Bamberger Bischof Eberhard II.
1181 bestätigte König Heinrich VI. dem Kloster Speinshart seine Besitzungen (drei Höfe und eine Mühle) in Tumpac und Niedertumpac. Am 13. November 1268 ging der Speinshartsche Klosterbesitz in Tumpach von den beiden Brüdern Eberhard und Ulrich die Bürgel über an Chunrad von Frankenberg. 1326 wird Thumbach im herzoglichen Salbuch des Amtes Thurndorf als „bebautes Dorf“ bezeichnet. 1341 verkaufte Heinrich Frankenberger seine Güter zu Thumbach an das Kloster Speinshart.

In der folgenden Zeit scheint der Ort geteilt worden zu sein: 1441 besaß Michael Oberndorffer aus der Linie der Oberndorffer von Mockersdorf die eine Hälfte, welche sein Vater, der bambergische Burgmann und Richter zu Vilseck Hans Oberndorffer, 1416 von Konrad Frankenberger ererbt hatte. Die andere Hälfte gehörte Wilhelm und Hans Nequer  von Metzenhof. Diese Brüder verkauften ihren Anteil 1460 an Lorenz Rasch, bis 1468 Landschreiber zu Eschenbach. Unter den Rasch wird erstmals von einem Sitz zu Thumbach gesprochen. Lorenz Rasch hatte bei seinem Tod († 1485) die Kinder Hans (1490 Richter zu Thumbach, verheiratet mit der Tochter von Jakob Kotz zu Metzenhof, gestorben 1524 als Unterrichter zu Amberg), Peter (dieser erbte Thumbach), Anton (Student zu Leipzig und ab 30. Juni 1472 Professor der Theologie) sowie Anna Amalie (verheiratet mit Heinrich Gries von Zettlitz). 1485 stellte Hans Rasch dem Abt Andreas von Michelsberg einen Lehensrevers über den Sitz und halben Hof zu Kirchenthumbach aus, die andere Hälfte hatte Erasmus Oberndorffer zum Lehen. 1524 belehnte der Abt Johann die Brüder Peter und Anton Rasch mit dem Sitz und den halben Hof von Kirchenthumbach und 1534 belehnte der Abt Martin den Peter Rasch allein.
1536 verkaufte Peter Rasch seinen Anteil an Heinrich Giech zu Witpfar, Richter zu Michelfeld; Zeugen waren der Burgsasse von Thurndorf und Jakob Kotz von Metzenhof. 1540 wurde Heinrich von Giech mit dem halben Hof zu Thumbach belehnt, Besitzer der Burghut wurden Christoph Brand und seine Gemahlin Salome von Gleißenthal. Mit der anderen Hälfte und vier Soldengütern von Kirchenthumbach wurde 1478 Michael Oberdorffer, Sohn des Erasmus Oberndorffer belehnt († 1505). Zwar wollte er seinen Anteil dem Hans Rasch, Sohn des Lorenz Rasch, verkaufen, dazu kam es aber wegen seines Ablebens nicht. In der Folge kam es zu einem Erbstreit zwischen Ulrich von Oberndorff zu Flossenburg und dessen Sohn Hans, Richter zu Bärnau, auf der einen und Contz Oberndoffer, Landschreiber zu Eschenbach und Auerbach, auf der anderen Seite. Letzterem sprach 1510 das Hofgericht zu Amberg die ganze Verlassenschaft des Erasmus Oberndorffer zu. 1511 erfolgte die Belehnung an Konrad Oberndorffer, Landschreiber zu Eschenbach und Auerbach († 1522). Sein Sohn Georg Oberndorffer, Richter zu Thumbach, verkaufte 1534 seinen Anteil an Conz Albersdorfer zu Pfaffenfeld. Dessen Sohn Hans verkaufte seinen Besitz am 8. Juli 1569 an Lorenz von Guttenberg, bischöflich-bambergischer Hofmarschall; dieser hatte bereits 1567 von Christoph und Veit Giech die andere Hälfte des Thumbacher Besitzes gekauft.
Im Besitz der Burghut folgte 1568 Jobst Brand, Sohn des Christoph Band, Pfleger zu Grafenwöhr. 1601 taucht ein Christoph Heinrich von Brand auf, der sich zu Kirchenthumbach, Menzlas und Ernstfeld nannte. 1615 löste ihn Christoph Peter von Brand ab. Am 5. August 1616 verkauften die Witwe des Lorenz von Guttenberg und Christoph Peter von Brand das „adelige Gut und sechs Mannschaften“ an Hans Ernst von Mengersreuth auf Riglasreuth, Burggrub und Tagmanns; somit war Kirchenthumbach wieder in einer Hand. Dieser widersetzte sich als Protestant nach dem Beginn der Gegenreformation den Versuchen der Rekatholisierung und wurde des Landes verwiesen. Er wurde aufgefordert, seine Güter zu verkaufen; dazu kam es aber nicht mehr, da er kinderlos 1630 verstarb. Die Güter wurden daraufhin von Kloster Michelfeld eingezogen, welches damaliger Lehensherr von Kirchenthumbach war. Der Abt schenkte daraufhin das Gut dem Jülischen Kanzler Dietrich Alkoven.
1645 war das Schloss im Besitz des Thumbacher Bürgers Hans Merz. Von ihm kaufte es Kotz von Metzenhof und bei dieser Familie blieb es 1770. Dann folgten der Forstmeister Elb, ein Guttenbergischer Vogt, der Offizier von Wenkheim, ein Offizier aus der Familie Sauerzapf, dessen „hinterlassene Witwe protestantisch war“, und schließlich die Witwe Josepha Freiin von Frönau auf Offenstetten zu Metzenhof.

## Schlossbau oder „Schlössl“
Der über die Zeitläufe gewechselte Standort des Schlosses in Kirchenthumbach ist nicht genau bekannt. Es wird aber vermutet, dass das erste Schloss im Areal des Pfarrkirche Mariä Himmelfahrt gelegen hat, da diese mit einer starken Mauer umschlossen und mit vier Türmen bewehrt war. Diese Anlage muss einmal sehr umkämpft gewesen sein, denn beim Umbau des danebenstehenden Schulhauses fand man zahlreiche Skelette und es hieß, „Man grub ganze Leiber alter Ritter in ihren altertümlichen Merkmalen heraus. Die Gebeine eines Leichnams sind fast unverletzt gefunden worden. An der Hirnschale sah man deutliche Spuren eines Säbelhiebes ...“. Wann das Areal der Kirche überlassen und ein neues Schloss gebaut wurde, ist nicht bekannt. Dieses stand dann außerhalb des Ortes „bei Thumbach“ und nicht „in Thumbach“ (heute Auerbachstraße). Aus der Zeit um 1800 heißt es: „Bis zum 19. Jahrhundert war das Schlößl ringsum mit einem tiefen, mit Wasser gefüllten Graben umgeben, in welchem besonders solche Fische gutes Fortkommen fanden, die sonst gern in kaltem Wasser leben. Auch die Zugbrücke am vorderen Eingang war noch so lange erhalten. Und überhaupt bietet das Ganze noch ziemliche Spuren von wesentlichen Merkmalen des ritterlichen Altertums, man mag die Bauart der Wohnung oder die Ringmauer in Betracht ziehen; deutlich noch zu sehen sind die altertümlichen Schießscharten.“ Es wird als dreigeschossiges hohes Gebäude mit einem Walmdach und mit Gaupen abgebildet.
Eine Zeit lang hatte der Ort den Besitz des „Schlössls“ an sich gebracht, dieses dann an den Landgerichtsschreiber Prechtl veräußert. Dessen Witwe Anna Prechtl veräußerte 1806 das Gut an Michael Brunnhuber von Eschenbach und Franz Grafberger von Pressath. Diese beiden zertrümmerten 1806 den Besitz, das Schlossgebäude wurde an einen Glaser aus Thumbach verkauft. Das Schloss kam immer weiter herunter und besteht seit 1845 nur mehr als bürgerliches Wohnhaus.